# مجموعه نهایی
مایکل جکسون: مجموعه نهایی نام ست جعبه‌ای محدود آهنگ‌های مایکل جکسون، که شامل چهار سی دی و یک دی وی دی است. بیش از یک میلیون نسخه از این آلبوم در سرتاسر جهان به فروش رفت. دی وی دی این آلبوم کنسرت در بخارست: تور خطرناک نام دارد که برای اولین بار در این آلبوم منتشر شد و در سال ۲۰۰۵ دی وی دی تکی آن منتشر شد.

## اطلاعات آلبوم
این آلبوم شامل بهترین آهنگ‌های جکسون از شش آلبوم اصلی او: غیر معمول، تریلر، بد، خطرناک، تاریخ، شکست‌ناپذیر و چند دمو شامل "P.Y.T. (Pretty Young Thing)", "Shake Your Body", "Cheater" و دموی اصلی "ما دنیاییم" که در این دمو جکسون تک خوان است و همچنین هشت آهنگ منتشر نشده جکسون شامل "Beautiful Girl", "The Way You Love Me" و "We've Had Enough" که توسط جکسون نوشته شده بودند.

## آهنگ‌های کمیاب
همچنین این مجموعه حاوی نسخه کامل چند آهنگ بود:
- نسخه کامل "You Can't Win" که فقط در تک‌آهنگ ۱۲-اینچی آن وجود داشت.
- "Someone in the Dark" که اولین بار در دو قسمت در نسخه محدود ای. تی استوری بوک دابل ال پی و نسخه ویژه آلبوم تریلر در سال ۲۰۰۱ منتشر شد.
- نسخه اولیه آهنگ‌های "Dangerous" و "Monkey Business" که قبلاً به صورت محدود در نسخه ویژه آلبوم خطرناک در سال ۲۰۰۱ منتشر شد.
- "Someone Put Your Hand Out"

## لیست آهنگ‌ها
آهنگ‌های ۱–۳ و ۷ (دیسک یک) از گروه جکسون ۵ است. همچنین آهنگ‌های ۸، ۱۱–۱۲، ۱۸–۱۹ (دیسک یک) و ۸ (دیسک دو) از گروه جکسونز است.
آهنگ‌هایی که با ستاره (*) مشخص شده‌اند قبلاً منتشر نشده بودند.
دیسک یک
1. «می‌خواهم برگردی» (۳:۰۰) I Want You Back
2. «ای بی سی» (۲:۵۸) ABC
3. «آنجا خواهم بود» (۳:۵۸) I'll Be There
4. «باید آنجا باشم» (۳:۲۳) Got to Be There
5. «I Wanna Be Where You Are» (۲:۵۷(
6. «بن» (۲:۴۵) Ben
7. «ماشین رقص» (نسخه تک‌آهنگ) (۲:۳۷) Dancing Machine
8. «Enjoy Yourself» (۳:۴۰(
9. «Ease on Down the Road» (همراه دایانا راس) (۳:۱۹)
10. «You Can't Win» (از فیلم ویز) (۷:۱۸)
11. «Shake a Body» (دموی اولیه) (۲:۰۹)*
12. «بدنتو تکون بده (برو پایین)» (ویرایش) (۳:۴۴) Shake Your Body (Down to the Ground)
13. «تا به اندازه کافی گیرت نیومده بس نکن» (۶:۰۴) Don't Stop 'til You Get Enough
14. «رقص با تو» (۳:۳۹) Rock with You
15. «جدا از بقیه» (۴:۰۶) Off the Wall
16. «او از زندگیم بیرونه» (۳:۳۸) She's Out of My Life
17. «راننده غروب آفتاب» (دمو) (۴:۰۳)* Sunset Driver
18. «Lovely One» (۴:۵۰)
19. «اینجا هتل» (۵:۴۴) This Place Hotel

دیسک دو
1. «می خوای چیزی رو شروع کنی» (۶:۰۳) Wanna Be Startin' Somethin'
2. «آن دختر برای من است» (همراه پل مک کارتنی) (۳:۴۲) The Girl Is Mine
3. «تریلر» (۵:۵۸) Thriller
4. «بزن به چاک» (۴:۱۸) Beat It
5. «بیلی جین» (۴:۵۳) Billie Jean
6. «P.Y.T. (Pretty Young Thing)» (دمو) (۳:۴۶)*
7. «کسی در تاریکی» (۴:۵۴) Someone in the Dark
8. «State of Shock» (همراه میک جگر) (۴:۳۰)
9. «ترس از ماه» (دمو) (۴:۴۱)* Scared of the Moon
10. «ما دنیاییم» (دمو) (۵:۲۰)* We Are the World
11. «We Are Here to Change the World» (از فیلم کاپیتان ای او) (۲:۵۳)*

دیسک سه
1. «بد» (۴:۰۷) Bad
2. «حسی که تو به من میدی» (۴:۵۸) The Way You Make Me Feel
3. «مرد در آینه» (۵:۱۹) Man in the Mirror
4. «نمی‌تونم دوستت نداشته باشم» (همراه سیداه گرت) (۴:۱۳) I Just Can't Stop Loving You
5. «دایانای کثیف» (۴:۴۱) Dirty Diana
6. «مجرم زیرک» (۴:۱۷) Smooth Criminal
7. «Cheater» (دمو) (۵:۰۹)*
8. «خطرناک» (نسخه اولیه) (۶:۴۰)* Dangerous
9. «Monkey Business» (۵:۴۵)*
10. «جمع بشید» (۵:۳۹) Jam
11. «زمان رو به یاد بیار» (۴:۰۰) Remember the Time
12. «سیاه یا سفید» (۴:۱۶) Black or White
13. «او کیست» (IHS میکس) (۷:۵۷) Who Is It
14. «Someone Put Your Hand Out» (۵:۲۶)

دیسک چهار
1. «تو تنها نیستی» (۶:۰۱) You Are Not Alone
2. «غریبه‌ای در مسکو» (۵:۴۵) Stranger in Moscow
3. «کودکی (ترانه فیلم نهنگ آزاد ۲)» (۴:۲۸) Childhood (Theme from "Free Willy 2")
4. «روی خط» (۴:۵۳) On the Line (from Get on the Bus)
5. «خون روی زمین رقص» (۴:۱۲) Blood on the Dance Floor
6. «Fall Again» (دمو) (۴:۲۲)*
7. «در بازگشت» (۴:۳۱)* In the Back
8. «شکست ناپذیر» (۶:۲۶) Unbreakable
9. «دنیای مرا باشکوه می‌کنی» (۵:۰۹) You Rock My World
10. «پروانه‌ها» (۴:۳۹) Butterflies
11. «دختر زیبا» (دمو) (۴:۰۳)* Beautiful Girl
12. «The Way You Love Me» (۴:۳۰)*
13. «We've Had Enough» (۵:۴۵)*

دی وی دی - کنسرت در بخارست: تور خطرناک
1. «جمع شوید» Jam
2. «می خوای چیزی رو شروع کنی» Wanna Be Startin' Somethin'
3. «طبیعت آدم» Human Nature
4. «مجرم زیرک» Smooth Criminal
5. «نمی‌تونم دوستت نداشته باشم» I Just Can't Stop Loving You
6. «او از زندگیم بیرونه» She's Out of My Life
7. «می‌خواهم برگردی» / «عشقی که حفظ می‌کنی» I Want You Back/The Love You Save
8. «آنجا خواهم بود» I'll Be There
9. «تریلر» Thriller
10. «بیلی جین» Billie Jean
11. «کار در شب و روز» Workin' Day and Night
12. «بزن به چاک» Beat It
13. «آیا آنجا خواهی بود» Will You Be There
14. «سیاه یا سفید» Black or White
15. «دنیا را نجات بده» Heal the World
16. «مرد در آینه» Man in the Mirror

## نسخه محدود ژاپنی
در نسخه ژاپنی محدود این آلبوم پنج آهنگ اضافه شده: «Blame It on the Boogie»، «طبیعت آدم»، «قسمت دیگر من»، «دنیا را نجات بده» و «One More Chance»